# 凱旋影業
凱旋影業（英語：Triumph Films，或稱Triumph Releasing Corporation）是在1982年由索尼影視娛樂創立的電影公司。

## 歷史
"凱旋電影發行公司"(1994年前稱)成立於1982年，是哥倫比亞電影公司和法國高蒙電影公司在美國發行外國電影的公司。凱旋電影發行公司曾倒閉一段時間，直到1988年3月24日，哥倫比亞電影公司才讓凱旋電影發行公司重新營運。1994年11月23日，凱旋電影發行公司被改制為索尼影視發行公司（Sony Pictures Releasing Corporation）和“凱旋影業”。1997年，凱旋影業面臨第二次倒閉，2003年又被重啟。在2008年，凱旋影業面臨最後一次的倒閉。
目前最後一部以凱旋影業的名義發行的電影是2014年的宗教驚悚片倖存者。

## 主要作品
1980年代
- 從海底出擊(1981)(首部發行電影)
- 霧港水手(1983)
- 第一次接觸 (1980年電影)(1983)

2000年代
- 蒸汽男孩(2005)(美國發行)

2010年代
- 倖存者(2014)